# 丙烯酸丙酯
丙烯酸丙酯是一种有机化合物，化学式为C6H10O2。它可由丙烯酸和丙醇的催化酯化反应制得。它和芳香醛在二氮杂二环辛烷存在下反应，可以得到β-羟基-α-亚甲基芳基丙酸丙酯。